# آيت بن حسي (آيت بلقاسم)
آيت بن حسي هي إحدى مشيخات المملكة المغربية، تتبع جغرافيا لإقليم الخميسات وإداريًا لآيت بلقاسم. يقدر عدد سكانها بـ 2255 نسمة حسب الإحصاء الرسمي للسكان والسكنى لسنة 2004.